# 埃梅里希·丹策尔
埃梅里希·丹策尔（德語：Emmerich Danzer，1944年3月15日—），奥地利男子花样滑冰运动员。他曾代表奥地利参加世界花样滑冰锦标赛，获得三枚金牌。他也参加了1964年和1968年冬季奥运会。